# Veliki Pašijan
Veliki Pašijan – wieś w Chorwacji, w żupanii bielowarsko-bilogorskiej, w mieście Garešnica. W 2011 roku liczyła 344 mieszkańców.